# Алдулеску, Раду
Раду Алдуле́ску (рум. Radu Aldulescu; 17 сентября 1922, Питяска, жудец Илфов, Королевство Румыния — 19 марта 2006, Ницца, Франция) — румынско-итальянский виолончелист и музыкальный педагог.

## Биография
Начал учиться игре на виолончели в возрасте шести лет в Бухаресте у своего деда Думитру Динику. В 12 лет поступил в Королевскую академию музыки и драматического искусства в Бухаресте, который окончил через пять лет.
В 18 лет поступил в оркестр Румынской оперы, в 1941 году вошёл в оркестр Национального радио. В 1943 году дебютировал как солист, выступал также в составе фортепианного трио с братьями Валентином и Штефаном Георгиу. С 1950 по 1964 год был солистом Бухарестского филармонического оркестра. В 1951 году удостоен звания «Заслуженного артиста Румынии».
В 1964 году становится ассистентом каталонского виолончелиста и композитора Гаспара Кассадо. В том же году дебютировал в Лондоне, сыграв концерт Дворжака с Симфоническим оркестром BBC. В 1967 году получил международную музыкальную премию Харриет Коэн как «лучший иностранный виолончелист, выступавший в Англии». Впоследствии гастролировал по Западной Германии, Франции, Греции и Испании, выступая в качестве солиста с ведущими оркестрами и сольными концертами.
В 1969 году эмигрировал в Италию. Играл в широко известном «Римском трио» (итал. Trio d'Archi di Roma) вместе со скрипачами Сальваторе Аккардо и Луиджи Альберто Бьянки, много выступал в дуэте с пианистом Карло Цекки. Записал ряд дисков с произведениями Гайдна, Брамса, Чайковского, Сен-Санса, Дебюсси, Энеску, Хиндемита и других композиторов. Преподавал и проводил мастер-классы в различных странах, входил в жюри различных международных конкурсов (в том числе IV Международного конкурса имени Чайковского, 1970). С 1985 года проводил мастер-классы в Коста-Брава, что связало его особенно с каталонской музыкой и музыкантами: Алдулеску записал альбом с произведениями композиторов Каталонии, а одним из его наиболее значительных учеников стал Луис Кларет.
Алдулеску часто выступал на международных фестивалях и семинарах, преподавал в Академии «Санта-Чечилия» в Риме, Высшей консерватории в Париже, Музыкальной академии в Базеле и Академии музыки в Пескаре. Среди учеников Алдулеску такие известные музыканты, как Пауло Гайо Лима, Ульф Тишбирк, Джемма Серпенти, Мариет ван Дейк, Шербан Никифор, Марин Казаку, Луиджи Пиовано.
Раду Алдулеску  умер в Ницце, Франция 19 марта 2006 года.
На музыкальном фестивале в Мальяно-Сабине (Италия) вручается приз «Раду Алдулеску», учреждённый в честь музыканта.